# Marcie Blane
Marcie Blane (* 21. Mai 1944 als Marcia Blank in Brooklyn) ist eine US-amerikanische Popsängerin, die mit dem Song Bobby’s Girl in den USA erfolgreich war.

## Musikalische Laufbahn
Marcia wuchs mit drei Geschwistern in Brooklyn als Tochter eines Berufsmusikers und Musiklehrers auf. Bereits im Kindesalter konnte sie Klavier und Gitarre spielen. Als die Familie nach Queens, (Long Island) umzog, schloss sich Marcia der Schulband der New Yorker Jamaica High School an und spielte dort Flöte. Als sie 18 Jahre alt war, wurde sie von einem Freund gebeten, ein Demoband mit seiner Komposition zu besingen. Als dieses Band in die Hände des Managers Marv Holtzman von der Schallplattenfirma Seville kam, war er so von der Stimme der Sängerin beeindruckt, dass er Marcia einen Plattenvertrag anbot.
Schon im September 1962 brachte Seville die erste Single mit der Highschool-Schülerin Marcia Blank heraus, die auf dem Plattenetikett nun Marcie Blane hieß. Der von den College-Studenten Hank Hoffman und Gary Klein geschriebene A-Seiten-Titel Bobby’s Girl entwickelte sich schnell zu einem Verkaufserfolg. Das US-Musikmagazin Billbord nahm ihn erstmals am 20. Oktober in seine Hitliste Hot 100 auf, wo er einen Monat später die Top 10 erreicht hatte. Am 1. Dezember hatte Bobby’s Girl mit Platz drei seine beste Bewertung erzielt, insgesamt war der Song 16 Wochen in den Hot 100 vertreten (zur gleichen Zeit erreichte die britische Sängerin Susan Maughan mit ihrer Version Platz 3 der britischen Single-Charts). Noch besser wurde Marcie Blane im Konkurrenzmagazin Cashbox bewertet, dort kam ihr Titel auf Platz zwei und war 19 Mal notiert. Bobby’s Girl wurde über eine Million Mal verkauft und mit der Goldenen Schallplatte ausgezeichnet. Der A-Seiten-Titel ihrer zweiten Single What Does a Girl Do? erreichte ebenfalls die US-Hitlisten, mit den Plätzen 82 (Billboard) bzw. 68 (Cashbox) fiel der Erfolg jedoch bescheidener aus. Beide Titel brachte London Records auch in Deutschland auf Singles heraus, What Does a Girl Do? allerdings in der deutschen Fassung Wer einmal "A" gesagt. Erfolgreich waren beide Platten nicht.
Bis Ende 1963 brachte Seville in den USA im Vierteljahrs-Rhythmus weitere Singles mit Marcie Blane heraus, deren Titel weiterhin meist vom Duo Hoffman/Klein geschrieben wurden. Nach der fünften Single, die im Dezember 1963 erschien, endete die Zusammenarbeit mit Hoffman und Klein, und auch Seville schien das Interesse an Marcie Blane verloren zu haben. Es folgten noch zwei Singles im September 1964 und im April 1965, danach beendete Marcie Blane ihre Karriere als Schallplattenkünstlerin und begann eine neue Laufbahn im Bildungssektor.

## US-Diskografie (Vinyl-Singles)
| A/B-Seite                                                    | Katalog-Nr. | Veröffentlichung |
| ------------------------------------------------------------ | ----------- | ---------------- |
|                                                              | Seville     |                  |
| Bobby’s Girl / A Time to Dream                               | 120         | September 1962   |
| What Does a Girl Do? / How Can I Tell Him?                   | 123         | Januar 1963      |
| Little Miss Fool / Ragtime Sound                             | 126         | Mai 1963         |
| You Gave My Number to Billy / Told You So                    | 128         | September 1963   |
| Why Can't I Get a Guy / Who’s Going to Take My Daddy’s Place | 130         | Dezember 1963    |
| Bobby Did / After the Laughter                               | 133         | September 1964   |
| The Hurtin' Kind / She’ll Break the String                   | 137         | April 1965       |

## Compact Discs
| Titel                                          | Musiklabel       | Veröffentlichung |
| ---------------------------------------------- | ---------------- | ---------------- |
| Bobby’s Girl – The Complete Seville Recordings | President        | 2009             |
| Bobby’s Girl: The Best Of                      | Master Classics  | 2011             |
| Bobby’s Girl                                   | Classic          | 2011             |
| Together with Tracey Dey                       | Traditions Alive | 2013             |